# YouTube
YouTube je popularna mrežna usluga za razmjenu videozapisa na kojoj korisnici mogu postavljati, pregledavati, komentirati i ocjenjivati videozapise. Za postavljanje sadržaja potrebna je registracija, ali za pregledavanje nije, osim sadržaja koji nije primjeren za osobe mlađe od 18 godina. Prema pravilima korištenja korisnici mogu postavljati vlastite uratke i uratke za koje imaju dopuštenje vlasnika autorskih prava, a zabranjeno je postavljanje pornografskoga sadržaja, nasilja, sadržaja koji podržava radnje koje krše zakon, sadržaja s ciljem sramoćenja, klevete i reklama. YouTube zadržava pravo na korištenje, preinaku i brisanje postavljenoga materijala.
YouTube su osnovala trojica bivših zaposlenika tvrtke PayPal: Chad Hurley, Steve Chen i Jawed Karim u veljači 2005. godine. Google je kupio tvrtku u studenome 2006. za 1,65  milijardi dolara; YouTube je sad jedna od podružnica Googlea.
Na YouTubeu prijavljeni korisnici mogu stavljati, gledati, ocjenjivati, dijeliti sve videozapise, dodavati ih favoritima, i komentirati na svima. Ovako doprinose njihovoj popularnosti.
Korisniku se nudi prilagodba sadržaja.
Najveći broj videzapisa na YouTubeu postavljaju pojedinci, ali velike medijske kompanije poput CBS-a, BBC-a, Veva, i Hulua nude svoje materijale na YouTubeu kao dio partnerskoga programa.

## Nastanak
Utemeljitelji YouTubea jesu Chad Hurley, Steve Chen i Jawed Karim, bivši zaposlenici tvrtke PayPal. Domena YouTube.com aktivirana je 14. veljače 2005. godine, a tijekom narednih mjeseci na stranici se radilo. U svibnju 2005. godine stranica je javnosti ponuđena na uvid, a šest mjeseci kasnije službeno je počela s radom. YouTube je pokrenut privatnim sredstvima, a investitorska tvrtka Sequoia Capital u studenom 2005. ulaže 3,5 milijuna, a u travnju 2006. godine još 8 milijuna dolara. 9. listopada 2006. godine najavljeno je da će tvrtku preuzeti Google za 1,65 milijardi dolara u dionicama. Ugovor je zaključen 13. studenog, a u njemu stoji da YouTube zadržava svojih 67 zaposlenika te da nastavlja raditi nezavisno od Googlea.
Prvi je video na YouTube postavio korisnik jawed (pravim imenom Jawed Karim, jedan od osnivača stranice) pod nazivom „Me at the zoo”. Video je postavljen 23. travnja 2005. godine te trenutno ima više od 85 milijuna prikaza.
Prema statističkom istraživanju iz lipnja 2006. godine na YouTubeu je dnevno pregledavano 100 milijuna videozapisa, a tijekom 24 sata postavljano 65 000 novih videozapisa. Prema istraživanju tvrtke Nielsen/NetRatings stranicu je posjećivalo gotovo 20 milijuna korisnika mjesečno, od toga 44 % žena i 56 % muškaraca najčešće dobi od 12 do 17 godina. Prema istraživanju stranice Hitwise.com 64 % mrežnog video prometa u Velikoj Britaniji odvija se na YouTubeu.[nedostaje izvor]
Glazbeni spot pjevača Psy, Gangnam Style, postao je prvi videozapis koji je prešao milijardu pregleda na YouTubeu, prenesen je 2012. godine, a milijardu prikaza dobio je u prosincu iste godine. Dugo je bio najgledaniji videozapis na YouTubeu, ali 10. srpnja 2017. godine prestigao ga je glazbeni spot pjevača Wiz Khalifa, See You Again, no ubrzo ga je prestigao glazbeni spot pjevača Luisa Fonsia, Despacito, koji danas ima 7,6 milijardi pregleda. Trenutno je najgledaniji videozapis Youtubea Baby Shark Dance koji ima 13,93 milijarde pregleda. Samo 6 videozapisa koji nisu glazbeni spotovi imaju preko 1 milijardu prikaza.[nedostaje izvor]

## Utjecaj na društvo
YouTube je kao besplatan medij postao sredstvom promoviranja anonimnih filmskih autora i glazbenika koji su ovim putem stekli popularnost i probili se u tradicijske medije poput radija i televizije, u svibnju 2007. ponudio je najgledanijim autorima poslovnu suradnju, kojom dobivaju dio zarade od oglasa koji s pojavljuju pored i tijekom njihovih uradaka.
Moć YouTubea prepoznali su i političari. Tako su se kandidati za američke predsjedničke izbore 2008. godine koristili YouTubeom kao medijem za predsjedničku kampanju, a ponajviše Barack Obama i Hillary Clinton. Potencijalni birači mogli su pregledavati videozapise u kojima su predsjednički kandidati iznosili svoje stavove te ih komentirati vlastitim uratcima. Također, američki mediji ističu da je YouTube odigrao značajnu ulogu u porazu republikanskog senatora Georgea Allena 2006. zbog videozapisa u kojem senator iznosi rasističke stavove.

## Pravna pitanja
Iako YouTube ne dopušta postavljanje sadržaja zaštićenog zakonom o autorskim pravima Sjedinjenih Američkih Država i čitavo ga vrijeme briše, takav sadržaj se neprestano pojavljuje. On ključuje televizijske emisije, oglase, glazbene spotove, snimke koncerata, isječke iz filmova i TV serija i dr. Ako ih vlasnik autorskih prava ne prijavi, jedini način na koji YouTube otkriva takav sadržaj je putem ključnih riječi i oznaka (tags) koje su postavljene uz njega. Svojevremeno je YouTube ponudio mogućnost prijave sadržaj koji krši autorska prava korisnicima, ali se ispostavilo da je takav sustav podložan zlouporabi jer su neki korisnici prijavljivali izvorne uratke drugih korisnika.
Zbog kršenja autorskih prava YouTubeu je uloženo mnogo pritužbi, a pokrenuto je i nekoliko sudskih postupaka. Tako je, na primjer, Japansko društvo za zaštitu prava autora, skladatelja i izdavača (JASRAC) tražilo od YouTubea uklanjanje tisuća videozapisa popularnih japanskih glazbenika. U veljači 2006. televizijska tvrtka NBC zatražila je uklanjanje zaštićenog materijala, međutim, kako je YouTube sve više dobivao na značaju, NBC se u srpnju iste godine odlučuje za neobičan potez te mu nudi suradnju i otvara svoj službeni kanal.
U kolovozu 2006. YouTube najavljuje plan o ponudi svih glazbenih spotova ikad snimljenih na svojoj stranici tijekom 18 mjeseci. Warner Music Group i EMI prihvaćaju projekt te u rujnu potpisuju ugovor s YouTubeom, a u listopadu ugovore potpisuju i CBS, Universal Music Group i Sony BMG Music Entertainment. Prema ugovoru, te tvrtke YouTubeu ustupaju pravo na prikazivanje glazbenih spotova iz njihove proizvodnje za dio prihoda od oglasa s YouTubeovih stranica.

## Mogućnosti

### Reprodukcija
Do kraja siječnja 2015. godine za reprodukciju videozapisa bilo je potrebno instalirati dodatak Adobe Flash Player. U siječnju 2010. godine, YouTube je pokrenuo eksperimentalnu stranicu koja je koristila ugrađene mogućnosti preglednika HTML5 za prikazivanje videozapisa što je omogućilo reprodukciju bez potrebe za instaliranjem bilo kakvih dodataka. YouTube web mjesto je imalo posebnu web stranicu na kojoj je bilo moguće pridružiti se testiranju HTML5 reproduktora pomoću podržanih preglednika. YouTube je 27. siječnja 2015. godine objavio kako će na svim podržanim preglednicima HTML5 biti zadana metoda reprodukcije.

### Prijenos
Svi registrirani korisnici mogu prenositi videozapise koji mogu biti dugi do 15 minuta. Korisnici koji nisu kršili pravila servisa mogu prenositi videozapise duge i do 12 sati, što zahtjeva potvrđivanje računa (pomoću mobilnog telefona). Kada je servis krenuo s radom 2005. godine bilo je moguće prenositi duge videozapise, ali u ožujku 2006. godine uvedeno je desetominutno ograničenje nakon što je otkriveno da su većina videozapisa koji prelaze ovu granicu neovlašteni prijenosi TV serija, filmova i sličnih materijala zaštićenih autorskim pravom. U srpnju 2010. godine, desetominutno ograničenje povećano je na 15 minuta. Uporabom ažurne inačica preglednika moguće je prenijeti videozapise veće i od 20 gigabajta. Najveća dopuštena veličina videozapisa je 128 gigabajta.
YouTube podržava većinu kontejnerskih formata, uključujući .AVI, .MKV, .MOV, .MP4, DivX, .FLV i .ogg i .ogv.

## Cenzura
Cenzura YouTubea događa se u mnogim državama zbog raznih razloga. Korisnici iz država u kojima je YouTube blokiran mogu mu pristupiti korištenjem VPN-ovih usluga i proxy servera. Neke države potpuno blokiraju pristup YouTubeu (trajno ili privremeno), dok neke blokiraju određen sadržaj sa servisa.
Do cenzure ili blokiranja YouTubea može doći zbog raznih razloga. Neki od njih su:
- cenzuriranje sadržaja koji može prouzročiti društvene ili političke nemire ili prosvjede
- sprječavanje kritiziranja političkih vladara, vlade, vladinih službenika, religija ili religijskih vođa
- sprječavanje kršenja autorskih prava i intelektualnog vlasništva
- smanjenje internetskog prometa

## Logo tijekom povijesti
- 2005. – 2011.
- 2011. – 2013.
- 2013. – 2015.
- 2015. – 2017.
- 2017. – 2024.
- 2024. — danas

## Vanjske poveznice
- YouTube.com - Službena stranica